# 楯縫郡
楯縫郡是過去屬於出雲國的郡，位於島根半島中部。已於1896年4月1日合併為簸川郡。
廢除前的範圍現在全數已併入出雲市。

## 歷史
根據733年完成的《出雲國風土記》記載，楯縫郡下設：
- 佐香鄉
現在的出雲市小境町、鹿園寺町、園町、坂浦町、美野町地區。
- 楯縫鄉
現在的出雲市多久町、多久谷町、小伊津町、三津町、上岡田町、岡田町地區。
- 玖潭鄉
現在的出雲市久多見町、東福町、東鄉町地區。
- 沼田鄉
現在的出雲市本庄町、萬田町、西鄉町、西平田町部分、平田町部分、口宇賀町地區。
- 餘戶里
現在的出雲市十六島町、小津町、釜浦町地區。
- 神戶里
現在的出雲市鹽津町、美保町、野石谷町地區。

### 年表
- 1889年4月1日：實施町村制，楯縫郡下轄：平田町、灘分村、国富村、鰐淵村、西田村、久多美村、鳶巣村、桧山村、東村、北浜村、佐香村。（1町10村）
- 1896年4月1日：神門郡、楯縫郡、出雲郡合併為簸川郡。